# Liste der Biografien/Perf
Liste der Biografien |
Portal Biografien |
Personensuche
# |
A |
B |
C |
D |
E |
F |
G |
H |
I |
J |
K |
L |
M |
N |
O |
P |
Q |
R |
S |
T |
U |
V |
W |
X |
Y |
Z |
?
 
Pa |
Pc |
Pe |
Pf |
Ph |
Pi |
Pj |
Pk |
Pl |
Pm |
Pn |
Po |
Pr |
Ps |
Pt |
Pu |
Pv |
Pw |
Py
 
Pea |
Peb |
Pec |
Ped |
Pee |
Pef |
Peg |
Peh |
Pei |
Pej |
Pek |
Pel |
Pem |
Pen |
Peo |
Pep |
Peq |
Per |
Pes |
Pet |
Peu |
Pev |
Pew |
Pex |
Pey |
Pez
 
Pera |
Perb |
Perc |
Perd |
Pere |
Perf |
Perg |
Perh |
Peri |
Perj |
Perk |
Perl |
Perm |
Pern |
Pero |
Perp |
Perq |
Perr |
Pers |
Pert |
Peru |
Perv |
Perw |
Pery |
Perz
Die Liste der Biografien führt alle Personen auf, die in der deutschsprachigen Wikipedia einen Artikel haben. Dieses ist eine Teilliste mit 23 Einträgen von Personen, deren Namen mit den Buchstaben „Perf“ beginnt.

## Perf

### Perfa
- Perfahl, Irmgard (* 1921), österreichische Schriftstellerin und Bibliothekarin
- Perfall, Anton von (1853–1912), bayerischer Heimat- und Jagdschriftsteller
- Perfall, Erich von (1882–1961), deutscher Landschaftsmaler und Zeichner
- Perfall, Franz von (1879–1966), deutscher Forstwirt, Gutsbesitzer und Senator (Bayern)
- Perfall, Karl von (1824–1907), deutscher Musiker und Bühnenleiter
- Perfall, Karl von (1851–1924), deutscher Journalist und Kunstkritiker
- Perfall, Lothar von (1884–1966), preußischer Landrat
- Perfall, Manuela von (1952–2018), deutsche Schriftstellerin
- Perfall, Scholastika von (1626–1682), Äbtissin des Klosters Frauenchiemsee (1660–1682)

### Perfe
- Perfectus († 850), Märtyrer von Córdoba
- Perfetti, Chris (* 1988), US-amerikanischer SchauspielerChris Perfetti (* 1988)

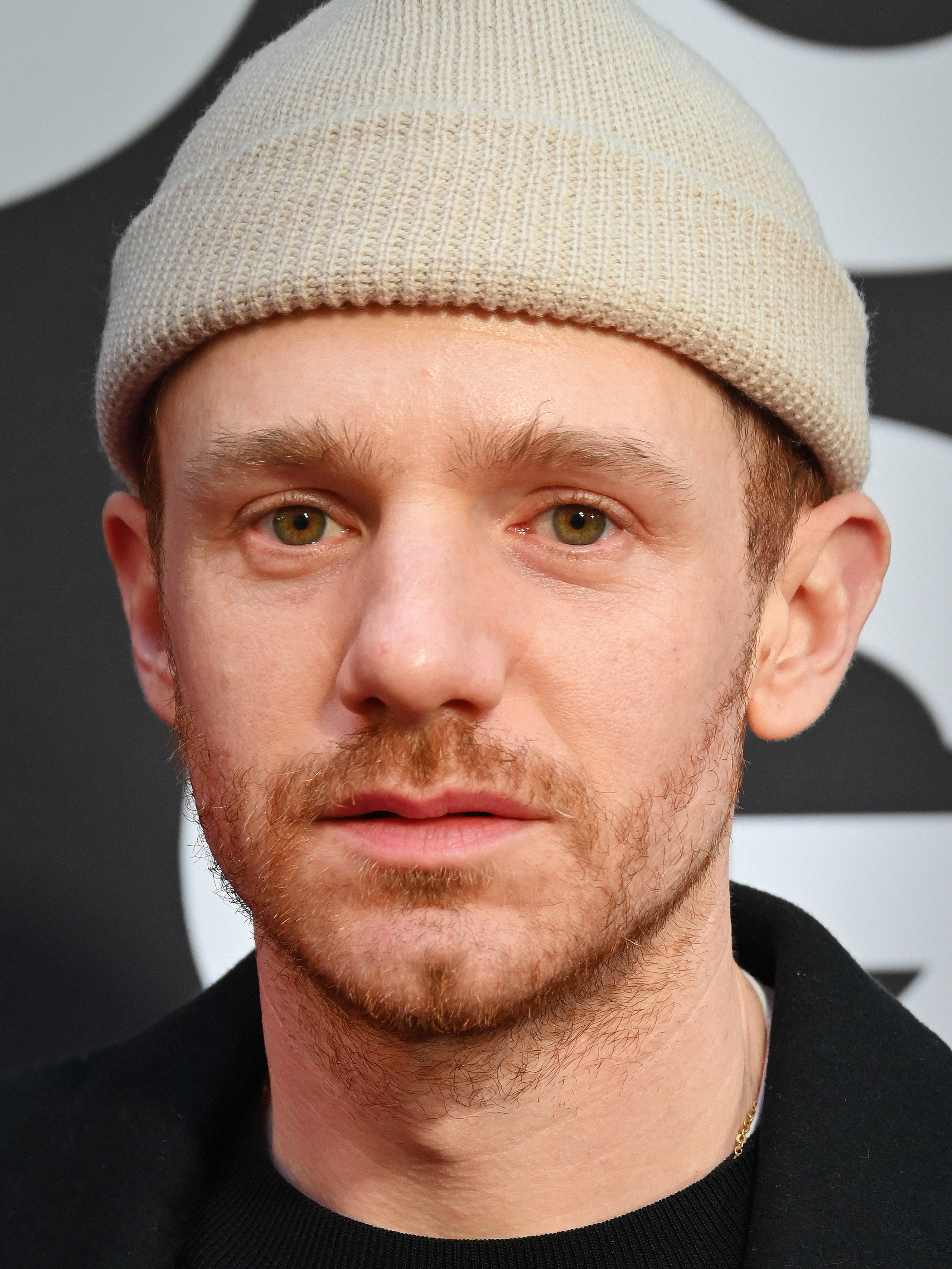
Chris Perfetti (* 1988)

- Perfetti, Cole (* 2002), kanadischer Eishockeyspieler
- Perfetti, Egidio (* 1975), norwegischer Unternehmer und Autorennfahrer
- Perfetti, Flora (* 1969), italienische Tennisspielerin
- Perfetti, Francesco (* 1943), italienischer Historiker
- Perfetto, Cesare (1919–2005), italienischer Humorist und Autor
- Perfetto, Klaus (* 1964), deutscher Fußballspieler
- Perfetto, Michael (* 1962), deutscher Fußballspieler

### Perfi
- Perfido, Peter (* 1956), US-amerikanischer Schlagzeuger
- Perfiljew, Ilja, russischer Polarforscher

### Perfo
- Perfort, Holger (1925–2023), dänischer Schauspieler

### Perfu
- Perfume Genius (* 1981), US-amerikanischer Musiker
- Perfumo, Roberto (1942–2016), argentinischer Fußballspieler